# Johan Fredrik Hoffmann
Johan Fredrik Hoffmann, född 1 juni 1761 i Svea artilleriregementes församling, Stockholms stad, död 10 marts 1817 i Tyska Sankta Gertruds församling, Stockholms stad, var en cellist och fagottist vid Kungliga hovkapellet.

## Biografi
Johan Fredrik Hoffmann föddes 25 februari 1761. Han gifte sig med Carolina Charlotta Törngren (1760–1795). Hoffmann anställdes omkring 1790 som fagottist vid Kungliga hovkapellet i Stockholm. Han arbetade som cellist från den 1 oktober 1811 vid Kungliga hovkapellet. Hoffmann avled 11 mars 1817.